# Blountville
Blountville es un lugar designado por el censo ubicado en el condado de Sullivan en el estado estadounidense de Tennessee. En el Censo de 2010 tenía una población de 3.074 habitantes y una densidad poblacional de 239,92 personas por km².

## Geografía
Blountville se encuentra ubicado en las coordenadas 36°31′59″N 82°19′44″O / 36.53306, -82.32889. Según la Oficina del Censo de los Estados Unidos, Blountville tiene una superficie total de 12.81 km², de la cual 12.81 km² corresponden a tierra firme y (0%) 0 km² es agua.

## Demografía
Según el censo de 2010, había 3.074 personas residiendo en Blountville. La densidad de población era de 239,92 hab./km². De los 3.074 habitantes, Blountville estaba compuesto por el 95.9% blancos, el 2.47% eran afroamericanos, el 0.16% eran amerindios, el 0.26% eran asiáticos, el 0% eran isleños del Pacífico, el 0.36% eran de otras razas y el 0.85% pertenecían a dos o más razas. Del total de la población el 1.27% eran hispanos o latinos de cualquier raza.